# Persona non grata

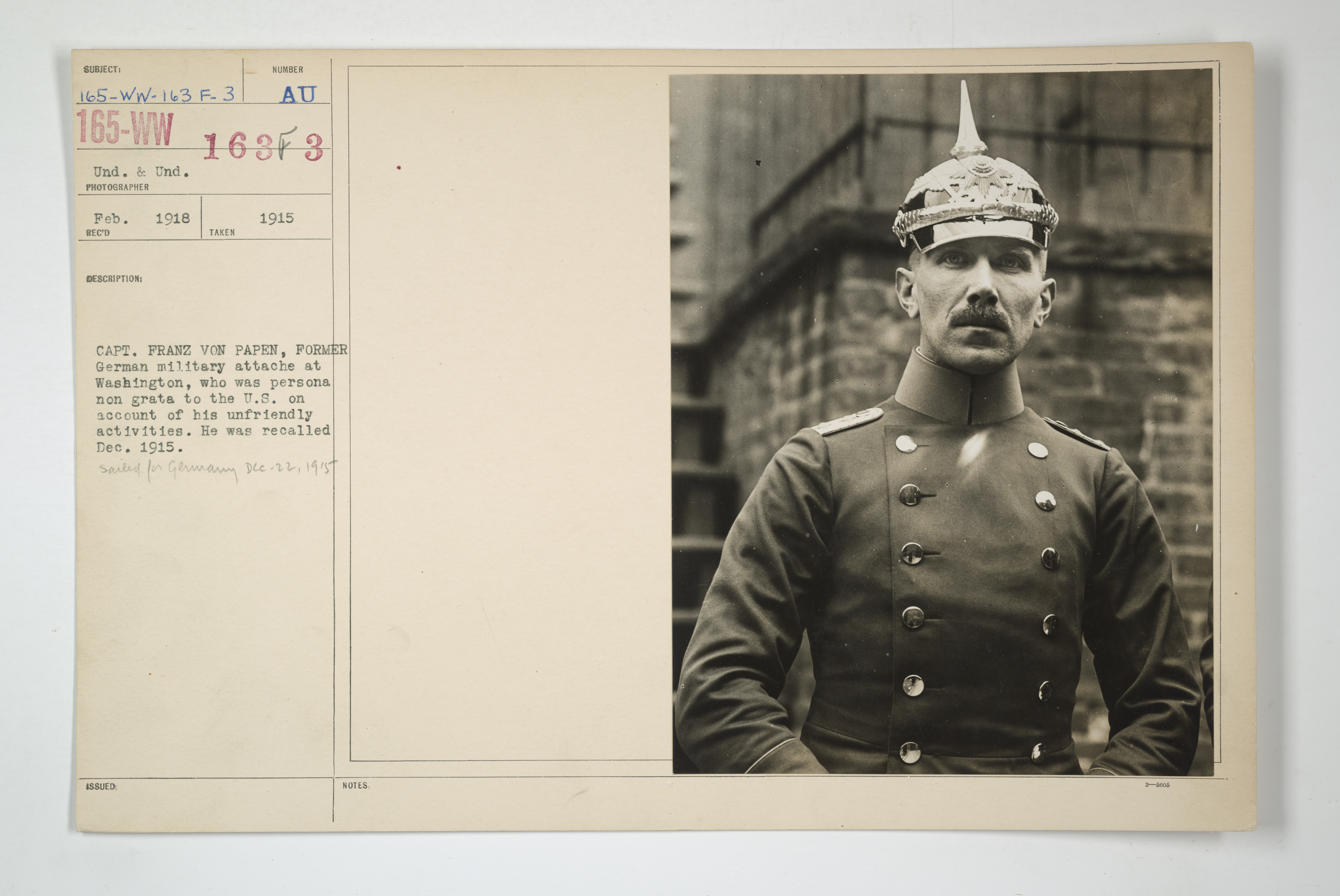
Dokument där kapten Franz von Papen förklaras persona non grata på USA:s territorium från 1915.

Persona non grata eller persona ingrata (latin; plural personae non gratae) betyder icke önskvärd person. Det är en term som används inom den diplomatiska språkkoden och bildligt om individer som ej accepteras i ett sammanhang. I synnerhet vid tillsättandet av nya ambassadörer och dylikt kan en regering deklarera en individ som persona non grata för att förhindra att personen arbetar som diplomat i den regeringens land. Eftersom diplomater i regel inte kan lagföras i det land där de arbetar brukar man även vid misstanke om brott eller annat stötande beteende förklara diplomaten persona non grata och därmed indirekt tvinga det sändande landet att återkalla diplomaten.